# Горинка

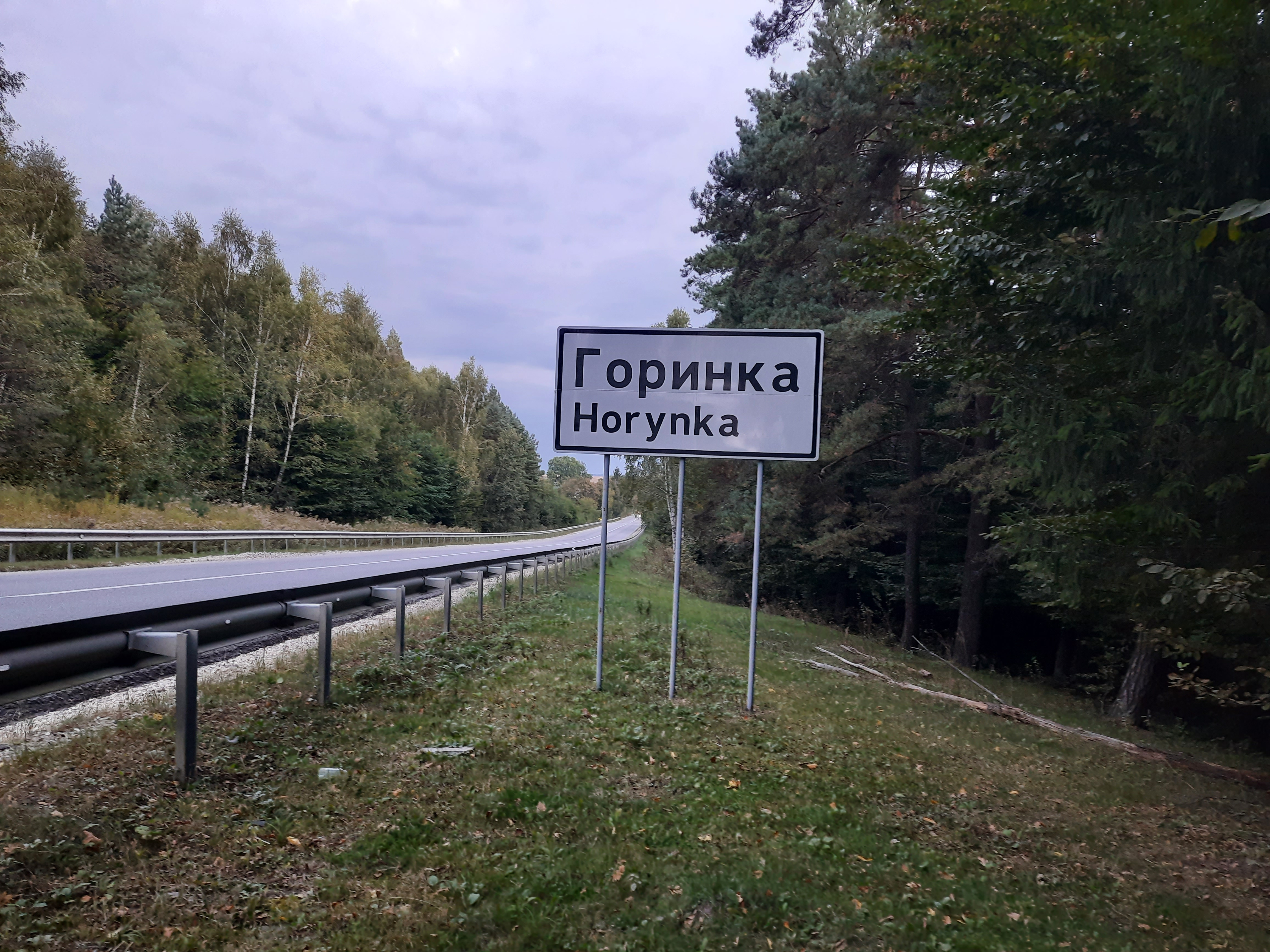
Дорожній знак при в'їзді в село

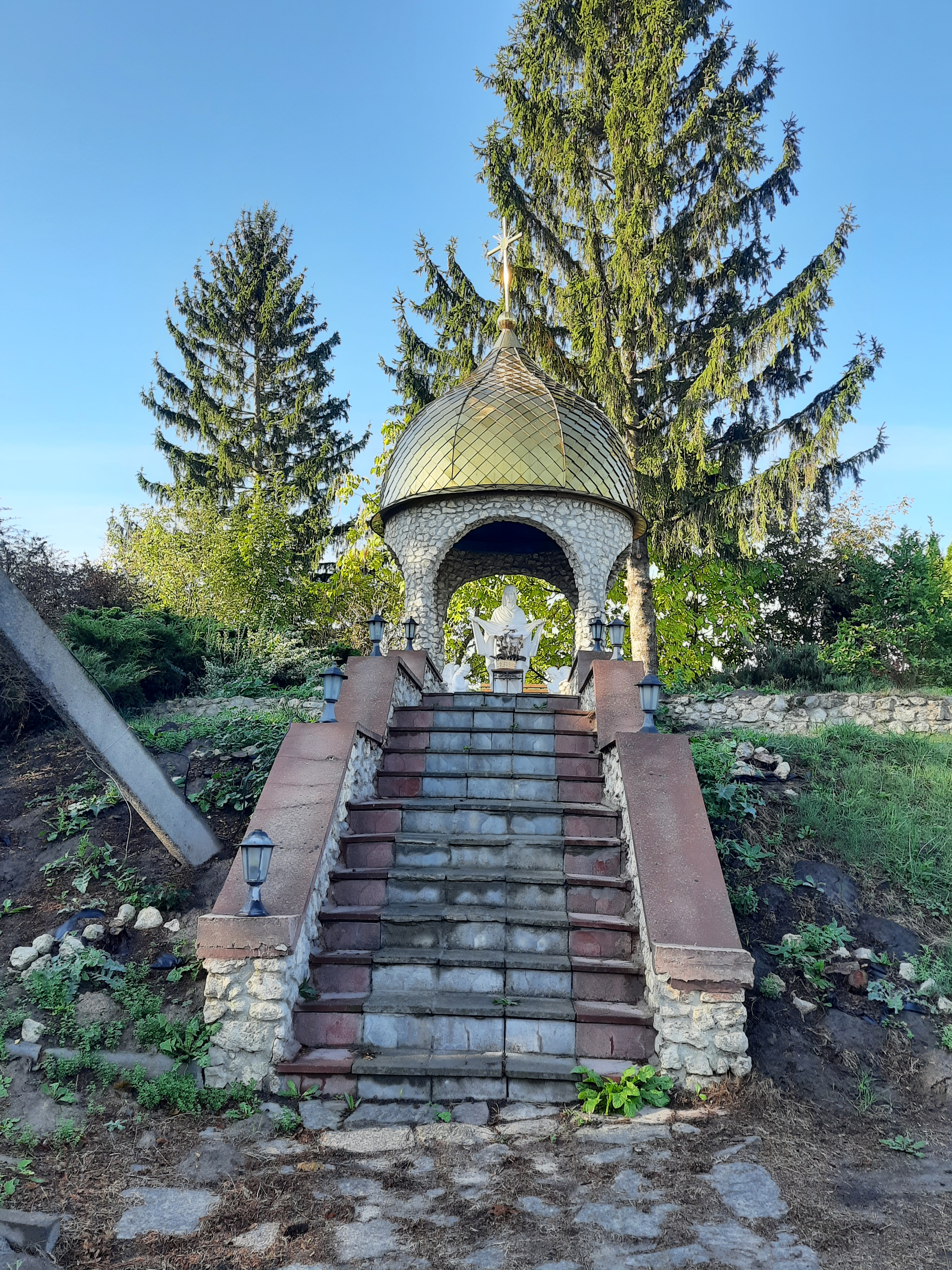
Капличка

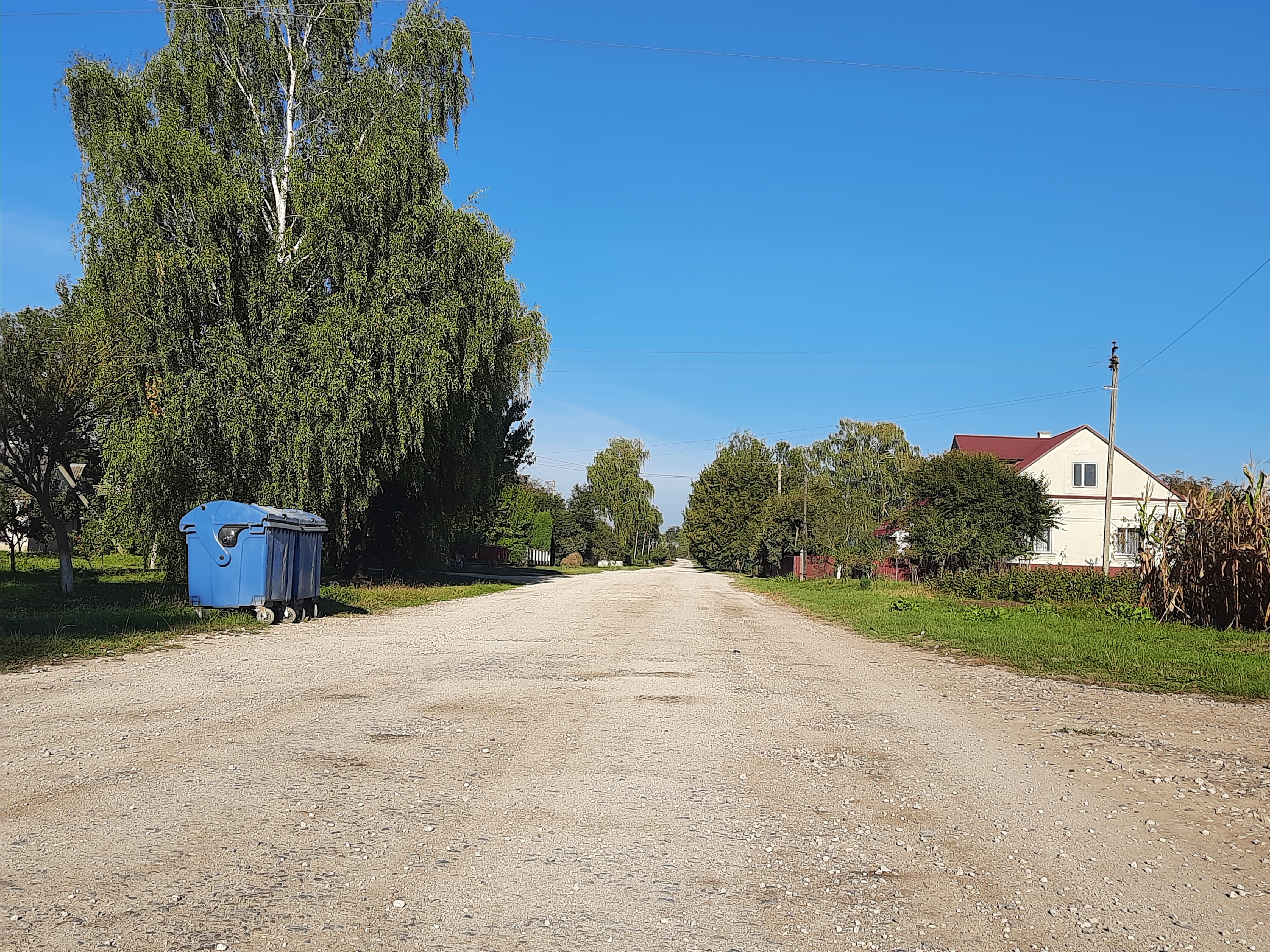
Сільська вулиця

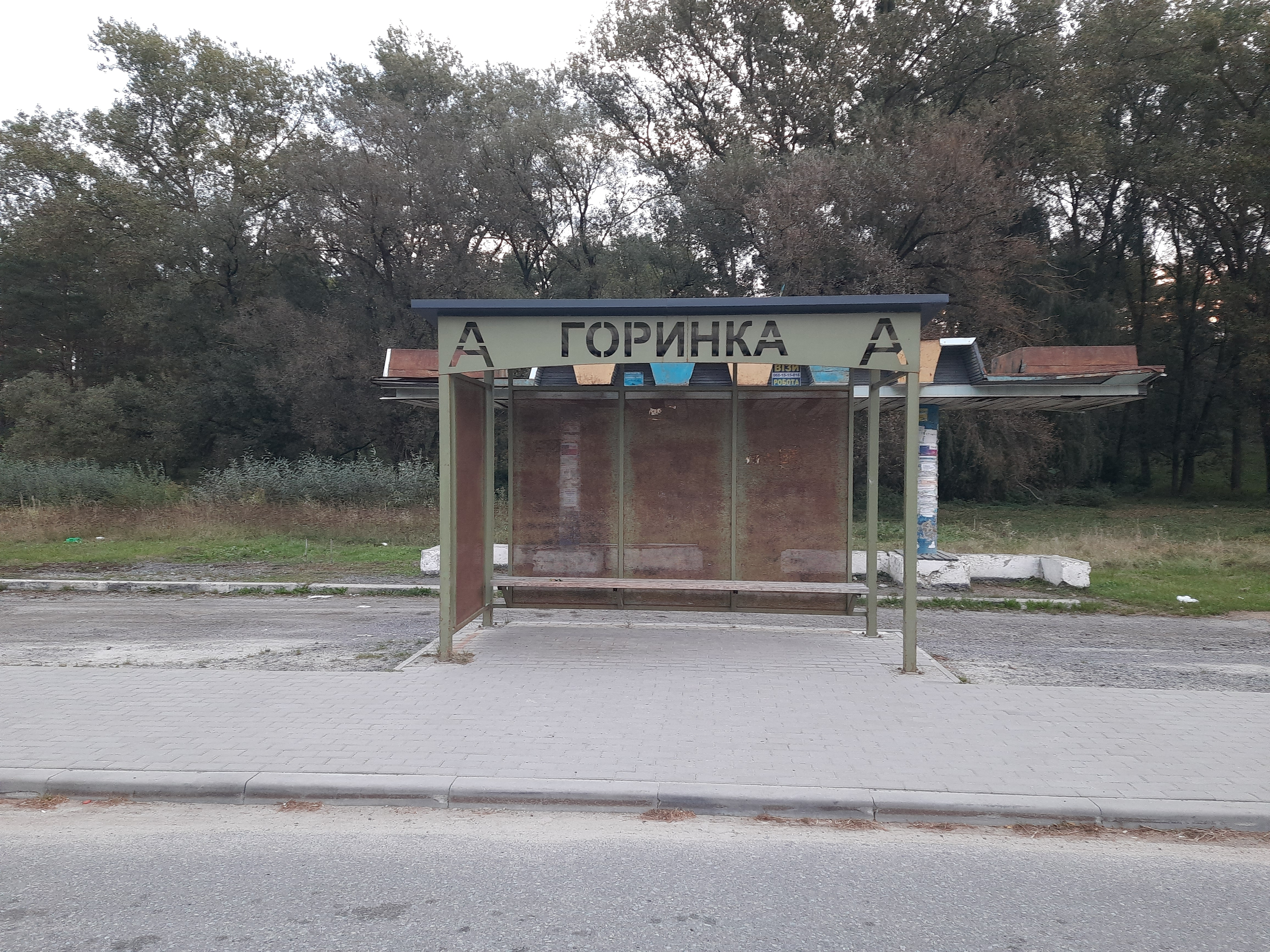
Автобусна зупинка

Го́ринка — село в Україні, у Кременецькій міській громаді Кременецького району Тернопільської області. До села приєднано хутори Гуків Гай, Залісся, Копань, Корчунок, Пасічки, Ромасів Ліс та Снігоровеччина. Населення — 1420 осіб (2001).

## Історія
Поблизу Горинки виявлено археологічні пам'ятки пізнього палеоліту, черняхівської та Лука-Райковецької культур.
Перша писемна згадка датується 1445 роком. Село Горинка було засноване в 1545 році, на той час складалось всього з 17 дворів. За народними переказами його було спалено турками настільки, що залишилось 2 хати. Люди відбудували зруйновані домівки, і поселення знову з'явилось. Від тієї давньої події, горіння села, виникла назва Горинка.
Під час Люблінської унії 1569 року село, як і всі західноукраїнські землі, було передане Литвою Польщі й увійшло до об'єднаної держави Річ Посполита.
Горинчани були свідками та учасниками визвольної війни українського народу під проводом Богдана Хмельницького за незалежність. Влітку 1651 року через село пролягав шлях козацьких полків під Берестечко.
У 1767 році в селі була побудована на пожертвування парафіян церква Святого Архистратига Михайла. Церква була дерев'яна з такою ж дзвіницею. До 1877 року була трьохкупольна, в цьому ж році виправлена й покрита залізною бляхою.
У 1795 році, під час третього поділу Речі Посполитої, село, як і решта поселень навколо Кременця, відійшло до Російської імперії і було віднесене спочатку до Подільської, а пізніше до Волинської губернії.
Певною мірою село постраждало під час першої світової війни. У 1915—1916 роках село опинилось у прифронтовій смузі. З часу проголошення 22 січня 1918 року Четвертим Універсалом Центральної ради незалежності і до приходу 2-го червня 1919 року більшовиків, село підпорядковане українській державній владі. Майже два десятиліття (1920—1939 рр.) Горинка перебувала у складі Польщі.
У селі під час подій громадянської війни перебував Г. І. Котовський, якого було поранено на території теперішнього колгоспного саду, першу медичну допомогу воякові надали горинчани. В селі досі є меморіальна стела біля школи на його честь. До німецько-радянської війни на околиці села функціонував спиртзавод, а в селі, на найвищому пагорбі, красувався «палац» – маєток генерала Бобрика. Всі ці величні будови були вщент зруйновані в перші воєнні роки.
1 жовтня 1933 року утворено ґміну Катербурґ Кременецького повіту і село включено до неї.
В 1961 р. – утворення колгоспу, який згодом розділено на два окремих господарства. У 1995—1998 рр. у селі функціонував пивзавод (згодом припинив свою роботу). Побудовано нове приміщення контори, у якому розміщено сільську раду та офіс ТОВ «БІО-ЛАН».
У селі функціонують опорна загальноосвітня школа I-III ступенів, сільська музична школа, сільська бібліотека, лікарська амбулаторія загальної практики сімейної медицини, аптека, відділення зв'язку, п'ять торгових точок.
Окрасою Горинки є новозбудований 1997 року храм, освячений в день св. Іова, звідси й назва — церква преподобного Іова Почаївського.
У 1990-х рр. вул. Котовського перейменували на вул. Широку. Згодом отримала попередню назву. У 2016 році вулицю Котовського остаточно перейменували на вул. Широку.
12 червня 2020 року, відповідно до розпорядження Кабінету Міністрів України № 724-р «Про визначення адміністративних центрів та затвердження територій територіальних громад Тернопільської області», увійшло до складу Кременецької міської громади.
19 липня 2020 року, в результаті адміністративно-територіальної реформи та ліквідації Кременецького (1940-2020) району, село увійшло до складу новоутвореного Кременецького району.

### Вулиці
Село складається з таких вулиць:
- Першотравнева
- Зелена
- Широка
- Шарапова
- Молодіжна
- Сонячна
- Бондарська
- Бригадна
- Шевченка
- Снігурі

## Населення
Мовний склад за даними перепису населення 2001 року :
| Мова       | Число ос. | Відсоток |
| ---------- | --------- | -------- |
| українська |           | 99,51    |
| російська  |           | 0,49     |

## Географія
Село Горинка розташоване на півночі Тернопільської області, на сході Кременецького району. Через село проходить європейська автомагістраль E85 (М19).

## Пам'ятки

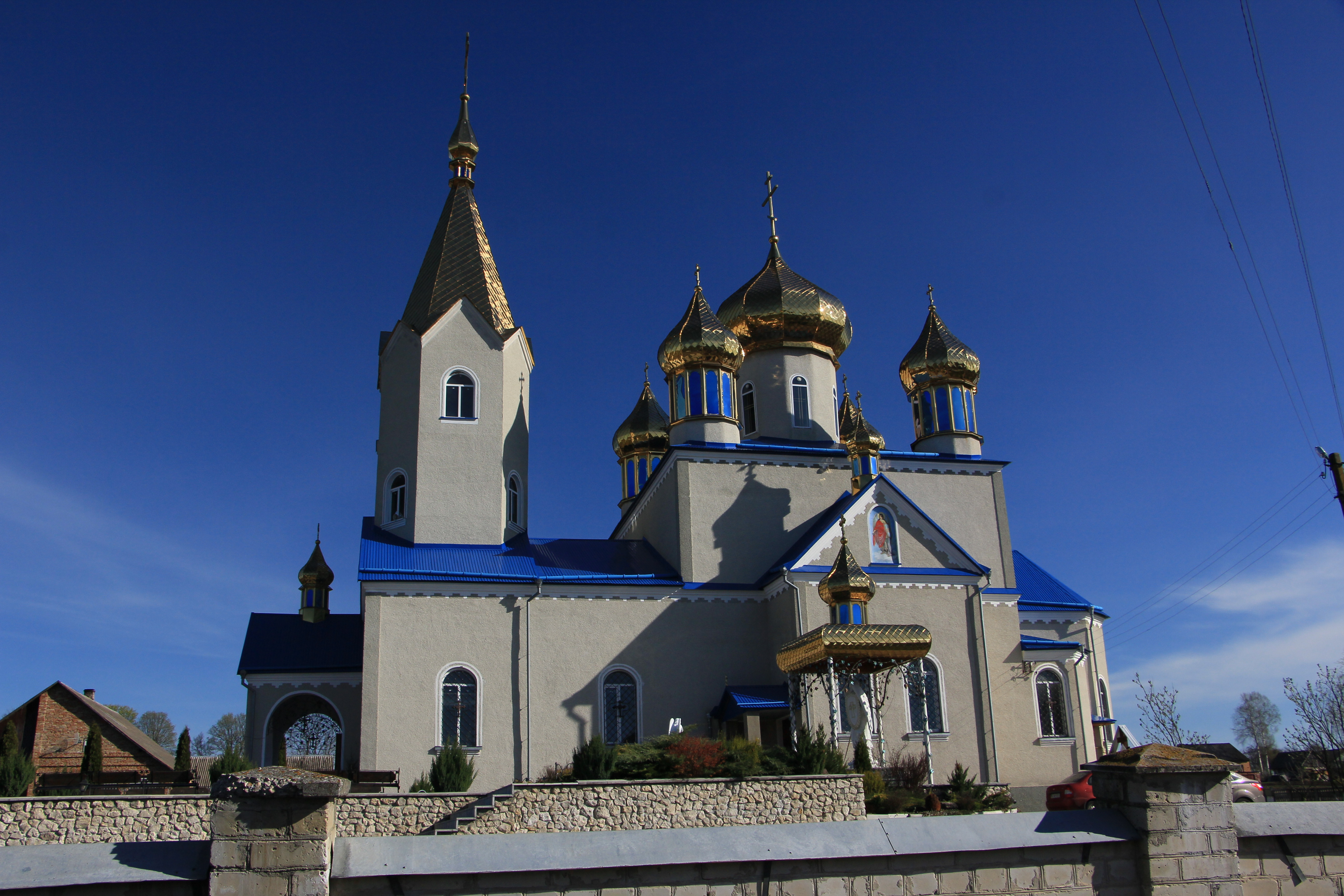
Церква

Є церква Преподобного Іова Почаївського (1997; кам'яна), дерев'яна церква поруч із кам'яною (1887) та каплиця.

## Пам'ятники
Споруджено пам'ятник воїнам-односельцям, полеглим у німецько-радянській війні (1969), насипані могили 5-ти воякам УПА (1992) та 7-ми воякам УПА, полеглим у липні 1950 (2003).

## Соціальна сфера
Діють опорна загальноосвітня школа І-ІІІ ступенів, будинок культури, бібліотека, ФАП.

## Відомі люди

### Народилися
- Баканчук Михайло Антонович — учасник національно-визвольного руху,
- Б. Бойко — український архітектор,
- Панчук Надія Михайлівна (нар. 1940) — українська поетеса,
- Варвара Грень — українська поетеса,
- Лизогуб Микола (6 грудня 1892 — (17) 30 січня 1918) — учасник бою під Крутами, полонений та розстріляний більшовиками.